# Mária osztrák főhercegnő (1584–1649)
Ausztriai Mária (németül: Maria von Österreich; Innsbruck, Tiroli grófság, 1584. június 16. – Innsbruck, Tiroli grófság, 1649. március 2.), a Habsburg-ház tiroli ágából való osztrák főhercegnő, II. Ferdinánd főherceg és Gonzaga Anna Katalin második leánya, Anna német-római császárné testvére. 1614-ben özvegy édesanyjával beléptek az innsbrucki szervita kolostorba, ahol apácaként élték le életüket.

## Származása
| Ausztriai Mária (1584. június 16. – 1649. március 2.) | Apja: II. Ferdinánd, Tirol hercegesített grófja (1529. június 14. – 1595. január 24.) | Apai nagyapja: I. Ferdinánd német-római császár (1503. március 10.– 1564. július 25.) | Apai nagyapai dédapja: I. Fülöp kasztíliai király (1478. július 22. – 1506. szeptember 25.)     |
| Ausztriai Mária (1584. június 16. – 1649. március 2.) | Apja: II. Ferdinánd, Tirol hercegesített grófja (1529. június 14. – 1595. január 24.) | Apai nagyapja: I. Ferdinánd német-római császár (1503. március 10.– 1564. július 25.) | Apai nagyapai dédanyja: II. Johanna kasztíliai királynő (1479. november 6. – 1555. április 12.) |
| Ausztriai Mária (1584. június 16. – 1649. március 2.) | Apja: II. Ferdinánd, Tirol hercegesített grófja (1529. június 14. – 1595. január 24.) | Apai nagyanyja: Magyarországi Anna (1503. július 23. – 1547. január 27.)              | Apai nagyanyai dédapja: II. Ulászló magyar király (1456. március 1. – 1516. március 13.)        |
| Ausztriai Mária (1584. június 16. – 1649. március 2.) | Apja: II. Ferdinánd, Tirol hercegesített grófja (1529. június 14. – 1595. január 24.) | Apai nagyanyja: Magyarországi Anna (1503. július 23. – 1547. január 27.)              | Apai nagyanyai dédanyja: Candale-i Anna (1484 körül – 1506. július 26.)                         |
| Ausztriai Mária (1584. június 16. – 1649. március 2.) | Anyja: Mantovai Anna Katalin (1566. november 16. – 1621. augusztus 3.)                | Anyai nagyapja: I. Vilmos mantovai herceg (1538. április 24. – 1587. augusztus 14.)   | Anyai nagyapai dédapja: II. Frigyes mantovai herceg (1500. május 17. – 1540. augusztus 28.)     |
| Ausztriai Mária (1584. június 16. – 1649. március 2.) | Anyja: Mantovai Anna Katalin (1566. november 16. – 1621. augusztus 3.)                | Anyai nagyapja: I. Vilmos mantovai herceg (1538. április 24. – 1587. augusztus 14.)   | Anyai nagyapai dédanyja: Montferrati Margit (1510. augusztus 11. – 1566. december 28.)          |
| Ausztriai Mária (1584. június 16. – 1649. március 2.) | Anyja: Mantovai Anna Katalin (1566. november 16. – 1621. augusztus 3.)                | Anyai nagyanyja: Ausztriai Eleonóra (1534. november 2. – 1594. augusztus 5.)          | Anyai nagyanyai dédapja: I. Ferdinánd német-római császár (1503. március 10.– 1564. július 25.) |
| Ausztriai Mária (1584. június 16. – 1649. március 2.) | Anyja: Mantovai Anna Katalin (1566. november 16. – 1621. augusztus 3.)                | Anyai nagyanyja: Ausztriai Eleonóra (1534. november 2. – 1594. augusztus 5.)          | Anyai nagyanyai dédanyja: Magyarországi Anna (1503. július 23. – 1547. január 27.)              |

## Forrás
- Maria von Österreich (1584–1649) (angolul)